# Francisco Caracciolo
San Francisco Caracciolo (Santa María, Nápoles; 13 de octubre de 1563- 4 de junio de 1608), religioso italiano reconocido como místico y cofundador, junto con Juan Agustín Adorno y Fabricio Caracciolo, de la Congregación Regular de Sacristanes Menores también llamada Orden Regular de Clérigos Menores, más conocidos como caracciolinos.

## Biografía

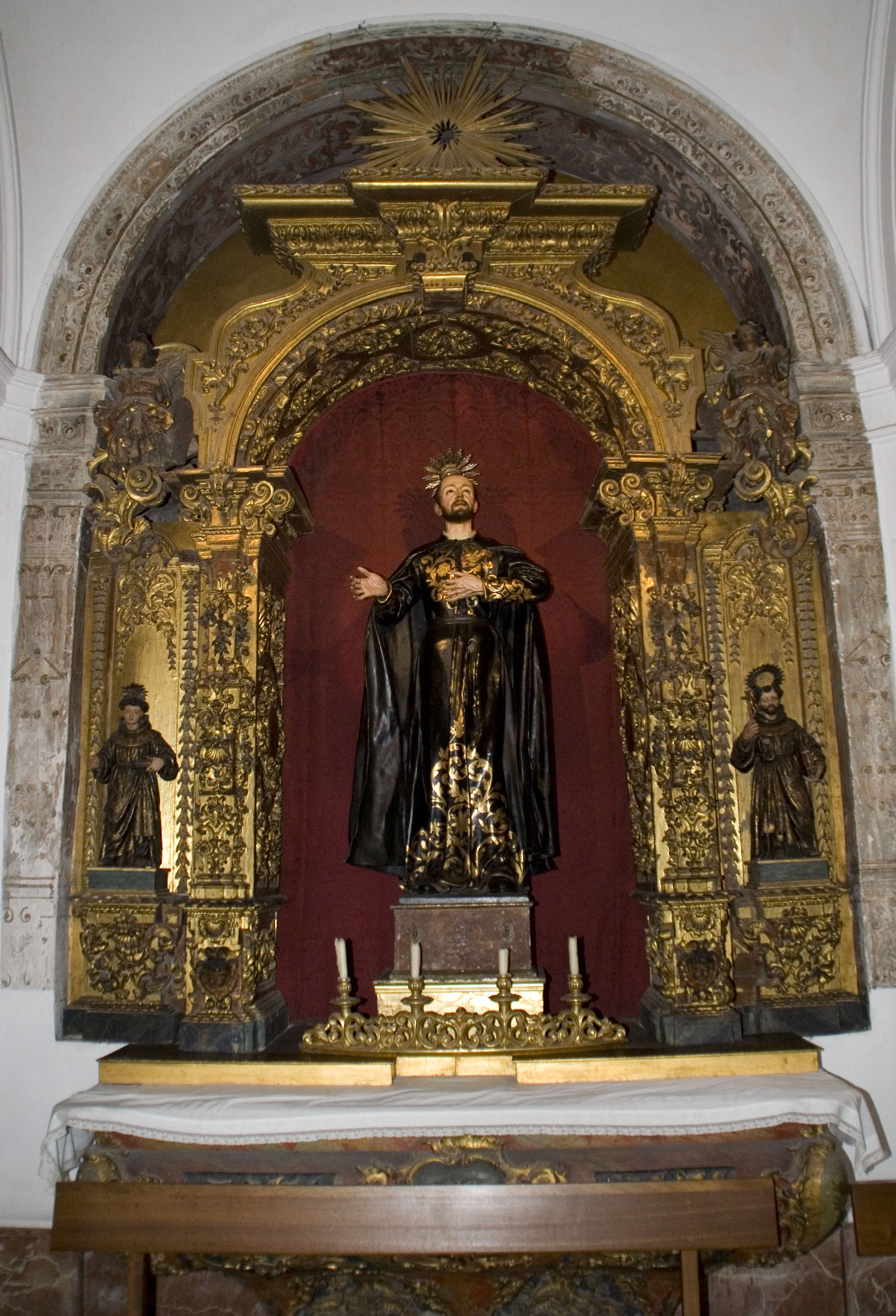
Retablo de San Francisco Caracciolo en la Iglesia de Santa Cruz (Sevilla), España

Nació en la región de los Abruzos, en Vila Santa María (Italia), el 13 de octubre de 1563 con el nombre de Ascanio Caracciolo. Nació en el seno de una familia rica, su madre era pariente de Santo Tomás de Aquino.
A los veinte años cayó enfermo y se cubrió de lepra. Los médicos le desahuciaron y los amigos lo abandonaron y entonces hizo voto de abrazar el estado religioso si algún día llegaba a curar de tan horrible enfermedad. El milagro se hizo y él cumplió su voto entrando en la Hermandad de Nuestra Señora del Socorro para ejercer la caridad con los enfermos, encarcelados y ajusticiados. 
Más tarde, a fines del siglo XVI, fundó en Nápoles con Agustín Adorno y Fabricio Caracciolo la orden de Orden Regular de Clérigos Menores, fue su primer general y la extendió después por España. 
La congregación es contemplativa y activa a la vez. La adoración del Santísimo Sacramento se mantiene por rotación con especial dedicación. El lema de la orden «Ad majorem Dei Resurgentis gloriam» se escogió por el hecho de que Francisco y Adorno profesaron en Nápoles el 9 de abril de 1589.
Atacado de unas fuertes calenturas, murió el 4 de junio de 1608.
Fue beatificado por el papa Clemente XIV el 4 de junio de 1769 y canonizado por el papa Pío VII el 24 de mayo de 1807.